# Solenopsis minutissima
Solenopsis minutissima är en myrart som beskrevs av Carlo Emery 1906. Solenopsis minutissima ingår i släktet eldmyror, och familjen myror. Inga underarter finns listade i Catalogue of Life.